# بالگردگاه اکونآک
بالگردگاه اکونآک (به انگلیسی: Akunnaaq Heliport) یک فرودگاه همگانی است. این فرودگاه در کشور گرینلند قرار دارد.